# Bezzia exigua
Bezzia exigua är en tvåvingeart som beskrevs av Maurice Emile Marie Goetghebuer 1935. Bezzia exigua ingår i släktet Bezzia och familjen svidknott. Inga underarter finns listade i Catalogue of Life.